# Polytrichum paucidens
Polytrichum paucidens là một loài Rêu trong họ Polytrichaceae. Loài này được (Besch.) Müll. Hal. miêu tả khoa học đầu tiên năm 1900.